# Telescopio Nazionale Galileo

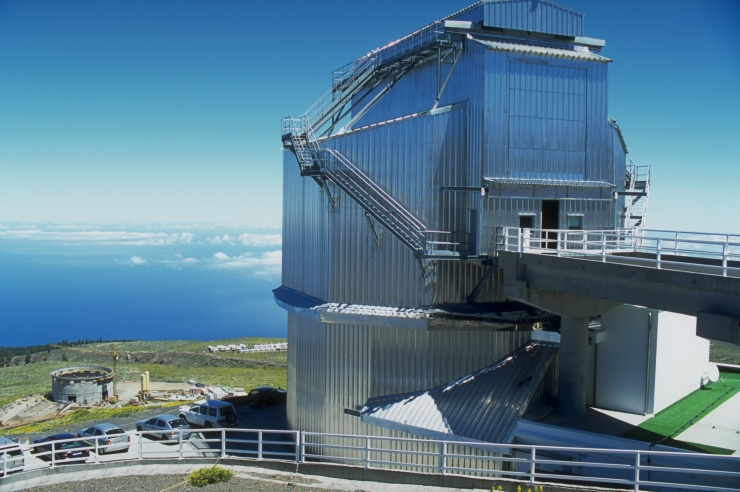
Das Telescopio Nazionale Galileo im Jahr 2001

Das Telescopio Nazionale Galileo (TNG; deutsch Nationales Galileo-Teleskop) ist ein astronomisches Teleskop im Roque-de-los-Muchachos-Observatorium auf der Kanareninsel La Palma.

## Eigenschaften
Der Spiegel in Altazimut-Montierung hat einen Durchmesser von 3,58 m und ist aus Zerodur-Glaskeramik mit Aluminiumbeschichtung. Das Teleskop hat große Ähnlichkeit mit dem New Technology Telescope des La-Silla-Observatoriums der Europäischen Südsternwarte, von dem der Entwurf abgeleitet wurde. Es sah 1998 sein „erstes Licht“ und ist nach dem italienischen Renaissance-Astronomen Galileo Galilei benannt. Betrieben wird es von der Fundación Galileo Galilei – INAF, Fundación Canaria für das italienische Nationale Institut für Astrophysik (INAF).

## Beobachtungsinstrumente
(Stand 2021)
- HARPS-N (High Accuracy Radial Velocity Planet Searcher-North):

Hochauflösender Spektrograf (R ~115000) für den optischen Spektralbereich 383 bis 693 nm. Wie sein Schwesterinstrument HARPS am La-Silla-Observatorium ist HARPS-N für die Suche nach Exoplaneten optimiert.
- DOLoRes (Device Optimized for Low Resolution):

Kamera und Spektrograf für den optischen Spektralbereich.
- NICS (Near Infrared Camera and Spectrometer):

Kamera und Spektrograf für das nahe Infrarot 900 bis 2500 nm.
- GIANO-B:

Hochauflösender Spektrograf (R ~50000) für das nahe Infrarot 950 bis 2450 nm.
- SiFAP2:

Extrem schnelles Photometer (Registrierung einzelner Photonen mit 8 ns Zeitauflösung).